# 本宮拡幅

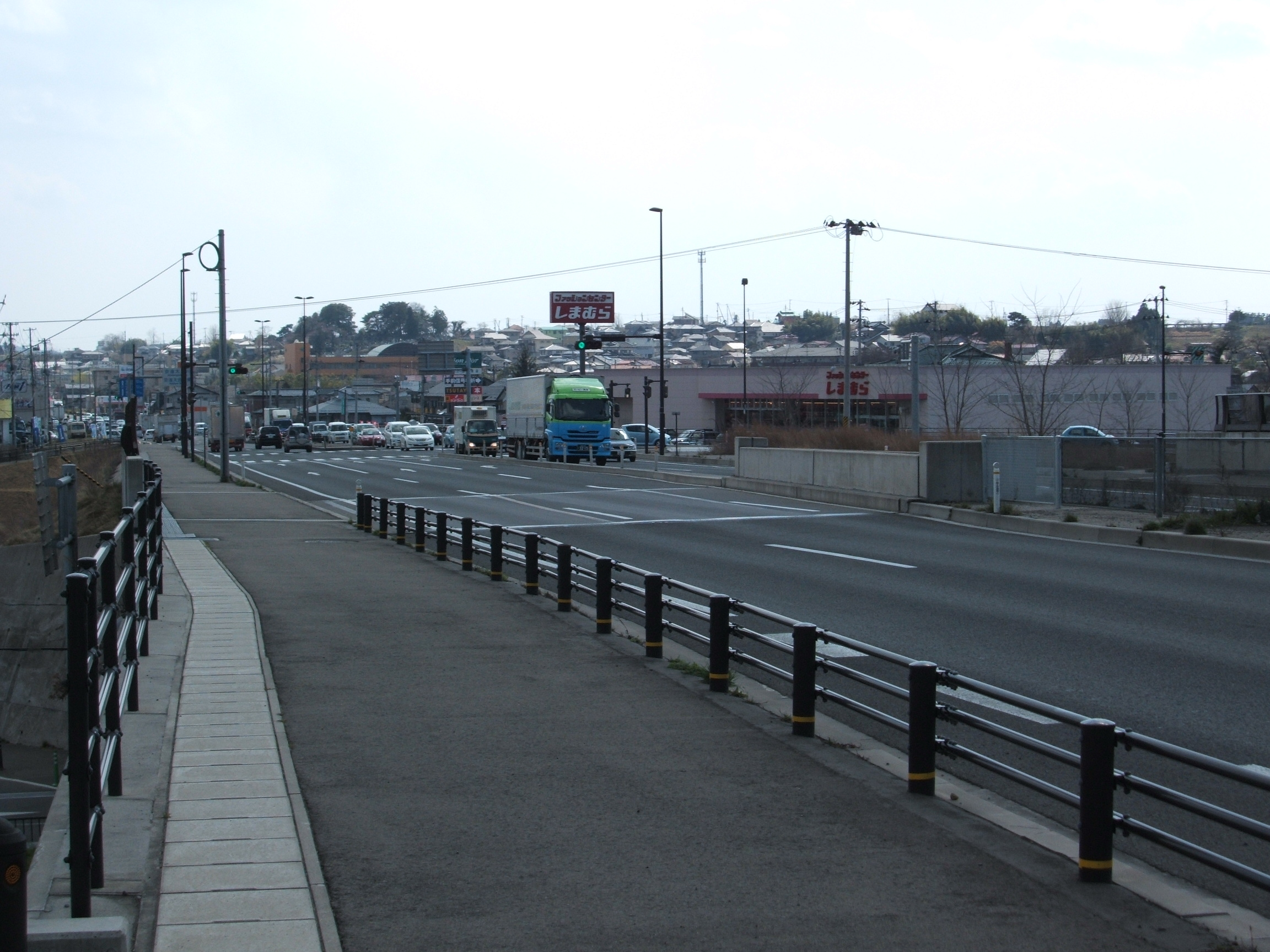
本宮市・戸崎ロータリー交差点

本宮拡幅（もとみやかくふく）は、福島県にある国道4号の改良区間のひとつである。

## 概要
- 起点：本宮市荒井字陣場
- 終点：安達郡大玉村大山字堂ヶ久保
- 全長：8.9km
- 幅員：25.0m
- 規格：第3種1級　設計速度80km/h

本宮市と郡山市の境をなす日本橋の北詰から本宮市中心部を経て安達郡大玉村、二本松市境に至る国道4号二次改良区間の拡幅事業である。当時の安達郡本宮町内の混雑緩和のために1978年度に起点側の本宮町内6.0kmの事業化が行われ、1988年から2004年にかけ順次完成供用されていった。その中で大玉村内の区間は県中と県北の主要都市である郡山市と福島市を結ぶ区間の中で唯一の片側1車線区間となりより混雑が際立ち、渋滞の悪化、車線減少部分での交通事故の増加、沿線にある枡記念病院への救急搬送時間の悪化が問題となっていた。このことから2002年度に終点側の大玉村内2.9kmが事業延伸され、2009年3月に全線が4車線で供用された。これにより交通量の増加にもかかわらず慢性的な渋滞が一掃され、事故件数が減少するなど郡山～福島間の流動に大きな効果を表した。
当区間の開通により須賀川市から伊達郡桑折町の間の国道4号は全線4車線となり、将来的には岩瀬郡鏡石町中心部から伊達郡国見町石母田までの区間が全線4車線化される予定となっている他、宮城県白石市までの県境区間には既に整備されている登坂車線（譲り合い車線=追い越し車線）以外にも付加車線が整備され、下り線に関しては鏡石町から宮城県境まで2車線化される予定である。

## 沿革
- 1978年度 - 当初計画区間の本宮工区6.0kmが事業化。
- 1980年度 - 工事着手。
- 1981年8月 - 本宮市荒井字関内から同市荒井字上沢までの0.88kmが供用。
- 1988年3月 - 本宮市荒井字上沢から同市荒井字山神までの0.34kmが供用。
- 1989年3月 - 本宮市荒井字山神から同市青田字戸ノ内までの0.52kmが供用。
- 1991年3月 - 本宮市青田字戸ノ内から同市仁井田字山田までの0.78kmが供用。
- 1995年9月 - 本宮市仁井田字山田から同市本宮字花町までの0.64kmが供用。
- 1997年3月 - 本宮市本宮字花町から同市本宮字万世までの0.32kmが供用。
- 1999年3月 - 本宮市荒井字上前畑から同市荒井字関内までの0.5kmと同市本宮字万世から同市本宮字千代田までの0.3kmが供用。
- 2001年3月 - 起点から本宮市荒井字上前畑までの0.2kmと同市本宮字千代田から同市本宮字舘町までの0.3kmが供用。
- 2002年度 - 大玉工区2.9kmの事業延伸。
- 2003年4月 - 本宮市本宮字舘町から同市本宮字中台までの0.57kmが供用。
- 2004年3月 - 本宮工区最後となる本宮市本宮字中台から安達郡大玉村大山字大山壇までの0.65kmが完成し、当初計画区間の6.0kmが全線4車線化供用。
- 2008年3月 - 大玉村大山字大山壇から同村大山字仲江（大山東交差点）までの1.9kmが供用。
- 2009年3月 - 大玉村大山字仲江から終点までの1.0kmが完成し、全線4車線化供用。

## 道路施設
- 百日橋（百日川）
- 戸崎跨道橋（福島県道28号本宮三春線）
- 安達太良大橋（安達太良川）
- 瀬戸川橋（瀬戸川）

## 交通量
平日24時間交通量（平成27年度道路交通センサス）
- 本宮市本宮字葭ヶ入 : 40858

## 接続路線
本宮市内
- 国道4号あさか野バイパス 郡山方面（起点）
- 福島県道304号大橋五百川停車場線（荒井字関畑 荒井交差点）
- 東北自動車道（荒井字北ノ内 本宮インターチェンジ）
- 福島県道8号本宮熱海線 磐梯熱海方面（荒井字青田原 会津街道入口交差点）
- 福島県道8号本宮熱海線 本宮市街地方面（仁井田字山田 山田交差点）
- 福島県道28号本宮三春線（本宮字舘町 戸崎ロータリー交差点）
  - 福島県道146号石筵本宮線（本宮字戸崎 戸崎ロータリー交差点から取付部を介した下部）

大玉村
- 福島県道30号本宮土湯温泉線（大山 玉貫交差点。戸崎ロータリー交差点より重複）
- 国道4号杉田拡幅 福島方面（終点）

## 沿線
- 東京インテリアMAX郡山店
- アサヒビール福島工場・アサヒビール園本宮店
- エイトタウン本宮
- 東北病院
- 郡山北警察署本宮分庁舎
- 本宮市役所
- 東北村田製作所
- ゼビオ本宮流通センター
- PLANT5大玉店
- 本宮自動車学校
- 枡記念病院

## 参考
- 福島河川国道事務所 - 本宮拡幅事業（大玉村区間）の評価結果
- 福島河川国道事務所 - 本宮拡幅事業（大玉村区間）事後評価